# آنوک امه
آنوک اِمِه (به فرانسوی: Anouk Aimée) (زاده ۲۷ آوریل ۱۹۳۲ – درگذشته ۱۸ ژوئن ۲۰۲۴) هنرپیشهٔ اهل فرانسه بود که نخستین فیلم وی خانه زیر دریا (۱۹۴۶) بود. نام او در زمان تولد فرانسواز سوریا بود.
آنوک امه در ۱۸ ژوئن ۲۰۲۴، در سن ۹۲ سالگی درگذشت.

## فیلمشناسی
- زندگی شیرین (۱۹۶۰)
- لولا (۱۹۶۱)
- ۱/۲ ۸ (۱۹۶۳)
- یک مرد و یک زن (۱۹۶۶)
- موفقیت بهترین انتقام است (۱۹۸۴)
- آماده پوشیدن (۱۹۹۴)
- مردان، زنان: یک راهنمای کاربری (۱۹۹۶)
- جنگ چه می‌تواند بیاورد (۲۰۱۰)
- بهترین سالهای یک زندگی (۲۰۱۹)